# Jasha Sütterlin
Jasha Sütterlin, nascido a 4 de novembro de 1992 em Friburgo em Brisgóvia, é um ciclista alemão. Estreiou em 2011 na equipa de seu país Thüringer Energie e para a temporada de 2014 alinhou pelo conjunto Movistar.

## Palmarés
2011
- Tour de Berlim

2013
- 2 etapas do Giro do Vale de Aosta

2016
- 2º no Campeonato da Alemanha Contrarrelógio

2017
- 1 etapa da Volta à Comunidade de Madri[1]
- 2º no Campeonato da Alemanha Contrarrelógio

2018
- 2º no Campeonato da Alemanha Contrarrelógio

## Resultados nas Grandes Voltas e Campeonatos do Mundo
| Carreira               | 2011 | 2012 | 2013 | 2014 | 2015 | 2016 | 2017 | 2018 | 2019 |
| ---------------------- | ---- | ---- | ---- | ---- | ---- | ---- | ---- | ---- | ---- |
| Giro d'Italia          | -    | -    | -    | -    | -    | 113º | -    | -    |      |
| Tour de France         | -    | -    | -    | -    | -    | -    | 108º | -    | -    |
| Volta a Espanha        | -    | -    | -    | -    | -    | -    | -    | -    | -    |
| Mundial em Estrada     | -    | -    | -    | -    | -    | Ab.  | 116º | -    | -    |
| Mundial Contrarrelógio | -    | -    | -    | -    | -    | 33º  | 35º  | -    | -    |

-: não participa 

Ab.: abandono